# Oxyhammus kolbei
Oxyhammus kolbei là một loài bọ cánh cứng trong họ Cerambycidae.